# Virginia O'Hanlon
Pour les articles homonymes, voir O'Hanlon.
Laura Virginia O'Hanlon Douglas (20 juillet 1889 - 13 mai 1971) était une éducatrice américaine surtout connue pour avoir écrit, enfant, une lettre au journal new-yorkais The Sun qui a inspiré l'éditorial de 1897 "Is There a Santa Claus?" Cet éditorial, rédigé par Francis Pharcellus Church, est devenu le plus célèbre jamais écrit en anglais et a attiré l'attention sur O'Hanlon jusqu'à la fin de sa vie.

## Biographie
Laura Virginia O'Hanlon est née le 20 juillet 1889 à New York, de Philip F. O'Hanlon, un chirurgien qui travaillait comme consultant pour le département de la police de New York (New York City Police Department), et de Laura Virginia O'Hanlon née Plumb.

### "Is There a Santa Claus?" (Le Père Noël existe-t-il?)
En 1897, Virginia demande à son père si le Père Noël existe. Sa réponse ne la convainc pas et elle décide de poser la question au journal new-yorkais The Sun. Les sources ne s'accordent pas sur le fait que son père lui ait suggéré d'écrire la lettre ou qu'elle ait décidé de le faire elle-même. Dans sa lettre, Virginia écrit que son père lui a dit : « Si tu le vois dans The Sun, c'est que c'est le cas. » Plus tard, Mme O'Hanlon a déclaré au The Sun que son père pensait que le journal serait "trop occupé" pour répondre à sa question et lui avait dit : "Écris si tu veux", mais ne sois pas déçue si elle ne recevait pas de réponse.
Après avoir envoyé sa lettre, elle attend une réponse "jour après jour", mais ne s'y attend pas. O'Hanlon dira plus tard qu'elle a attendu une réponse à sa lettre pendant si longtemps qu'elle l'a oubliée. La réponse est parue dans The Sun le 21 septembre 1897, sous la forme d'un éditorial publié anonymement et intitulé "Is There a Santa Claus ?" (Le Père Noël existe-t-il ?). L'éditorial, dont il a été révélé plus tard qu'il avait été écrit par Francis Pharcellus Church, s'est surtout fait connaître par la phrase "Yes, Virginia, There is a Santa Claus" (Oui, Virginia, il y a un Père Noël). Décrit comme "l'éditorial le plus célèbre de l'histoire", il a été traduit en 20 langues, mis en musique et adapté dans au moins deux films(pp244–245).

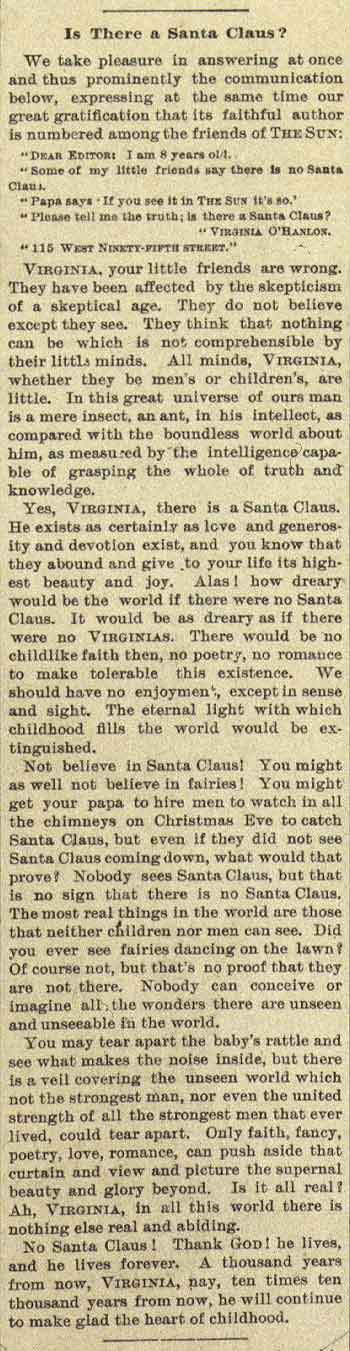
L'éditorial de Church dans le The New York Sun du 21 septembre 1897, "Yes, Virginia, there is a Santa Claus

O'Hanlon a été informée de l'éditorial par un ami qui a appelé son père, décrivant l'éditorial comme "le plus merveilleux morceau d'écriture que j'aie jamais vu". Elle a ensuite déclaré au The Sun: "Je pense que je n'ai jamais été aussi heureuse de ma vie" que lorsqu'elle a lu la réponse de Church. O'Hanlon a poursuivi en disant que, bien qu'elle ait d'abord été très fière de son rôle dans la publication de l'éditorial, elle a fini par comprendre que "l'important, c'était" l'écriture de Church.

### La suite de sa vie
L'implication d'O'Hanlon dans l'éditorial a continué à l'influencer jusqu'à la fin de sa vie. Lors d'une interview donnée plus tard dans sa vie, elle a reconnu que l'éditorial avait influencé positivement l'orientation de sa vie,. O'Hanlon a reçu du courrier au sujet de sa lettre tout au long de sa vie, en particulier pendant la période de Noël et des fêtes de fin d'année, et elle incluait une copie de l'éditorial dans ses réponses. Elle a également lu l'éditorial à l'occasion des célébrations de Noël et en a parlé à la demande, par exemple lors d'une conférence au Hunter College en 1933.
À la période de Noël, des journalistes la contactent parfois pour lui demander un bref commentaire sur l'éditorial. Plus tard, lorsqu'on lui demande si elle croit toujours au Père Noël, O'Hanlon répond que « les vérités de l'éditorial sont aussi vraies qu'elles l'ont toujours été. » Elle fait un jour remarquer la nature cyclique de sa popularité : « Je suis anonyme de janvier à novembre. »

### Carrière
O'Hanlon obtient un Bachelor of Arts au Normal College de la ville de New York (Normal College of the City of New York) en 1910 et un master en éducation à l'université Columbia (Columbia University) en 1911. Elle enseigne à l'école primaire dans le système scolaire public de la ville de New York à partir de 1912.
O'Hanlon vivait avec ses parents en 1920. En 1930, elle obtient un doctorat en éducation de l'université Fordham (Fordham University); le titre de sa thèse est The Importance of Play (L'Importance de jouer). Elle continue à travailler dans le système scolaire de la ville de New York et est promue au rôle de directrice adjointe en 1935, travaillant dans des écoles telles que PS Manhattan 31 et P.S. 401, et prend sa retraite en 1959.

### Vie personnelle, décès et héritage
O'Hanlon a vécu au 115 West 95th Street, où elle avait vécu enfant, pendant la majeure partie de sa vie. Elle a épousé Edward Douglas au milieu des années 1910. L'enfant du couple, Laura Virginia, est née en 1915. Edward meurt ou abandonne O'Hanlon peu avant la naissance de leur enfant. Elle conserve le nom de famille de son ex-mari jusqu'à la fin de sa vie, se faisant appeler " Laura Virginia O'Hanlon Douglas ".
Après avoir pris sa retraite en 1959, elle s'installe à North Chatham, dans l'État de New York, un petit village situé près d'Albany. Elle meurt le 13 mai 1971, à l'âge de 81 ans, dans une maison de retraite de Valatie, dans l'État de New York. Elle est enterrée au cimetière rural de Chatham, dans le North Chatham.
Une copie de la lettre, écrite à la main par Virginia et considérée par sa famille comme l'original, leur a été retournée par le journal et a été authentifiée en 1998 par Kathleen Guzman, experte de l'émission télévisée Antiques Roadshow En 2007, l'émission a estimé sa valeur à environ 50 000 dollars. En 2015, la lettre est détenue par l'arrière-petite-fille de Virginia.
En 1997, il y avait une statue du Père Noël à Valatie avec une plaque dédiée à Virginia O'Hanlon. En 2009, le Fonds de bourses d'études Virginia O'Hanlon a été créé à la Studio School, une école privée qui occupe la maison d'enfance de Virginia O'Hanlon,. L'école a également ajouté une plaque commémorative sur le bâtiment.

## Source
- (en) Cet article est partiellement ou en totalité issu de l’article de Wikipédia en anglais intitulé « Virginia O'Hanlon » (voir la liste des auteurs).